# Dobrzyków
Dobrzyków is een dorp in de Poolse woiwodschap Mazovië. De plaats maakt deel uit van de gemeente Gąbin en telt 616 inwoners.